# 列治文街 (加拿大倫敦)
列治文街（英語：Richmond Street）是加拿大安大略省倫敦的一條主幹道，長8.8（5.5英里），由倫敦核心區域延伸至北部邊界。它由泰晤士河（Thames River）開始，在那裏與住宅區加法利坊（Carfrae Crescent）相連，穿過城市的核心，向西穿過曉倫街（Huron Street），繼續向北穿過溫達美道（Windermere Road）。其大部分街長，包括核心區域，是一條四車道的無分隔道路。

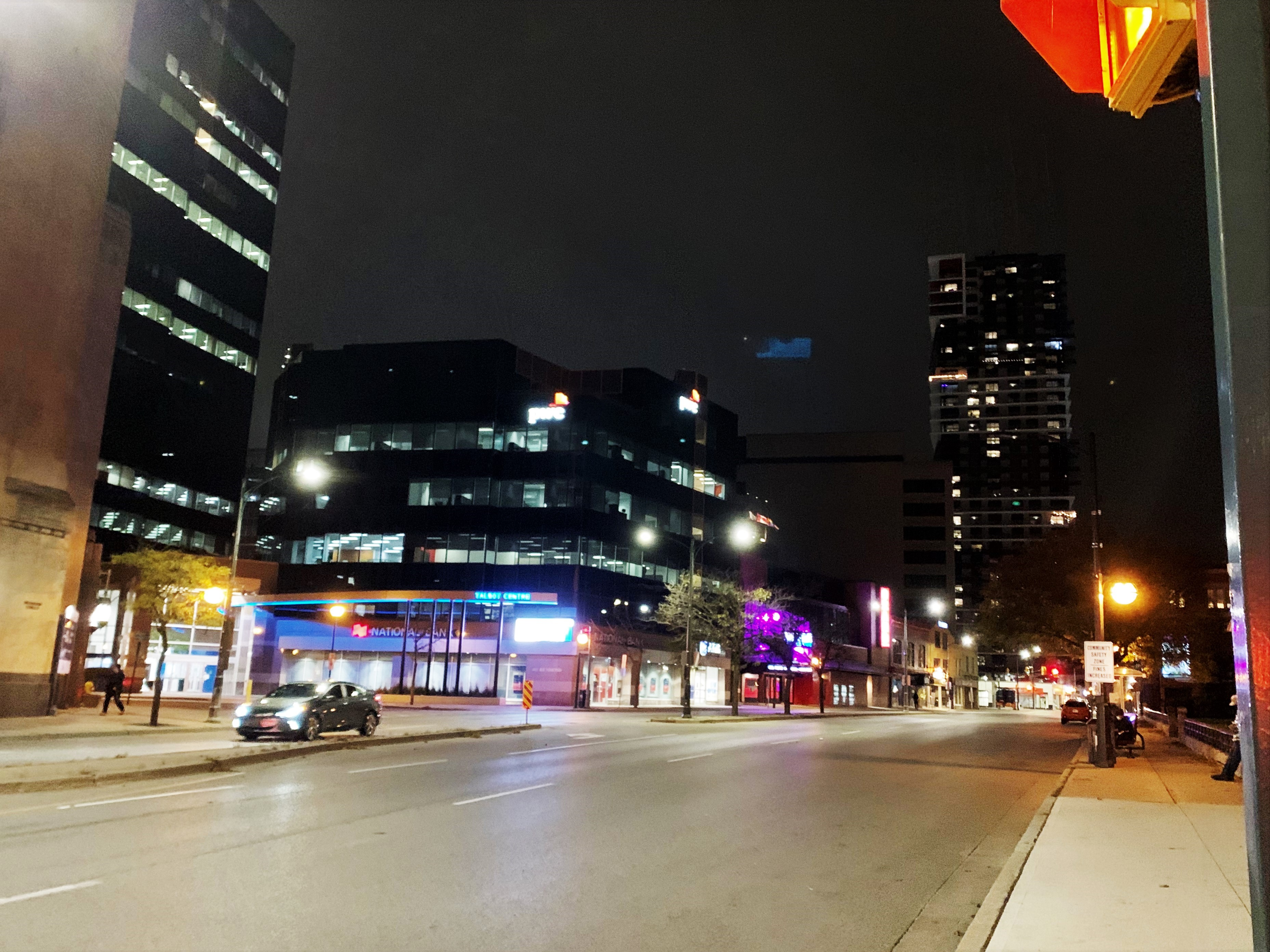
由皇后路（Queens Avenue）向北望列治文街